# Astrid Dinges
Astrid Dinges (* 7. Juli 1939 in Mainz) ist eine deutsche Lehrerin, Literaturwissenschaftlerin und Autorin.

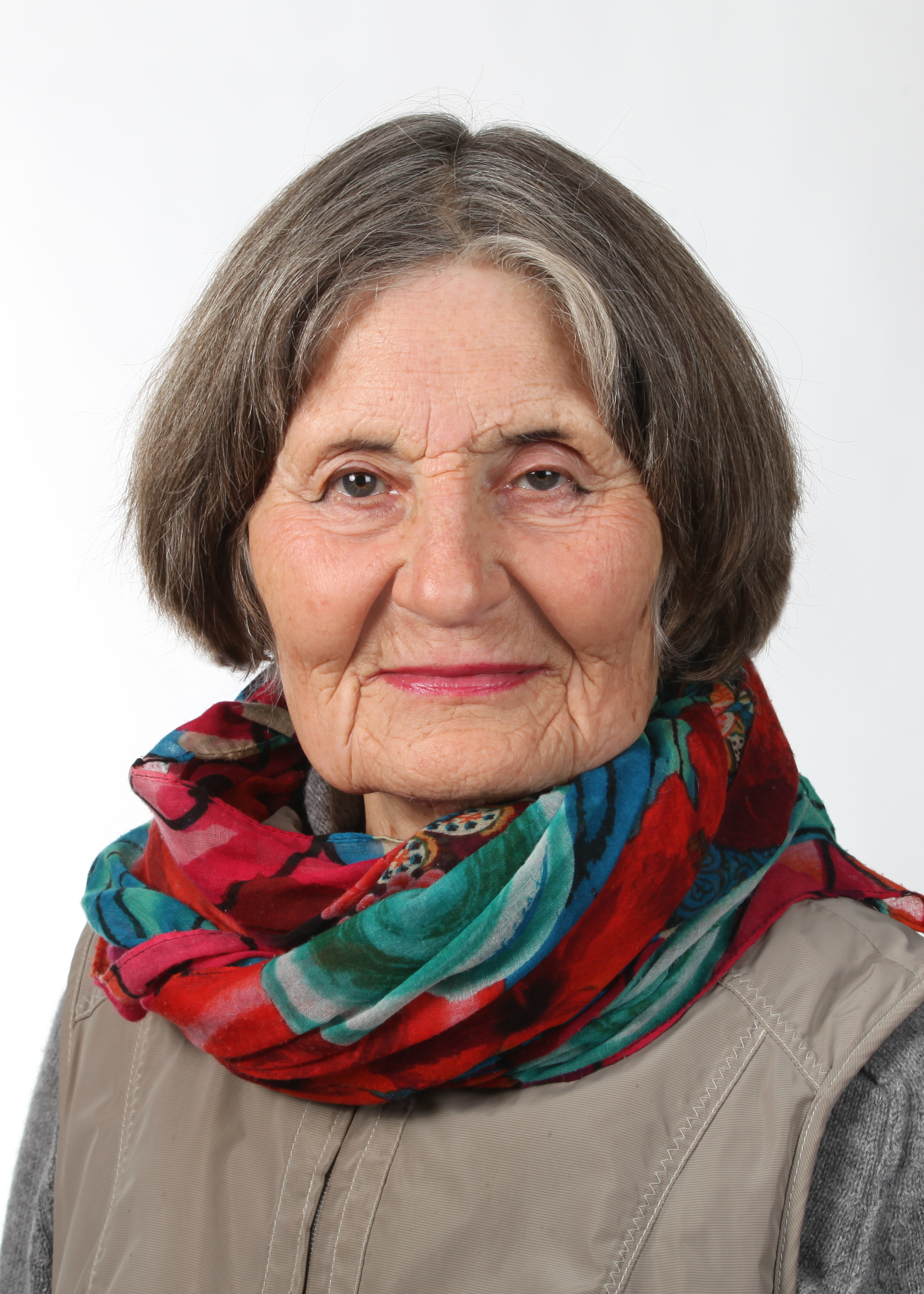
Astrid Dinges 2017

## Leben
Astrid Dinges wuchs in der Nähe von Mainz auf und legte 1958 ihr Abitur am Neusprachlichen Gymnasium in Oppenheim ab. Danach studierte sie Pädagogik, Musik, evangelische Theologie und Philosophie an der Johannes Gutenberg-Universität Mainz, machte ihren Abschluss als Realschullehrerin und arbeitete im staatlichen Schuldienst. Sie ging mit ihrem Ehemann als so genannte „Ortskraft“ an die deutsche Auslandsschule „Alexander von Humboldt“ nach Mexiko-Stadt. An der dortigen Universität UNAM (Universidad Nacional y Autonoma de México) absolvierte sie ein Literaturstudium, das mit dem Examen des Magister Artium im Jahr 1976 abschloss. Der Titel der Magisterarbeit lautete: “Estudio de las fuentes en ‚Piedra de Sol‘ de Octavio Paz.”
Wieder in Deutschland setzte sie ihre literaturwissenschaftlichen Recherchen über den Literaturnobelpreisträger Octavio Paz fort, die sie in der akademischen Fachzeitschrift für iberoromanische Sprachen und Literaturen „Iberoromania“ (Max Niemeyer Verlag, Tübingen) veröffentlichte. Daraus ergab sich ein Interview mit dem Dichter in seiner Wohnung in Mexiko-Stadt am 28. April 1984 über die Beweggründe der dichterischen Kreativität. Dichten soll nicht das Leben verschönern, sondern ist eine Erfahrung, die dem Individuum den Schleier über sich selbst enthüllt, der aus dem Bewusstwerden unserer Trennung von uns selbst durch zum Beispiel Angst und Zweifel ausgelöst wird. Dichten kann aber auch aus der Wiedervereinigung mit uns selbst geschehen durch Freude, Begeisterung oder Anerkennung der Welt.
In den „outskirts“ von Mexiko-Stadt gründete Astrid Dinges mit zwei Frauen die Schule „La mancha“, die sich zu einem Zentrum mit Schreinerwerkstatt, Näherei und medizinischer Versorgung entwickelte.
1996 promovierte Astrid Dinges mit einem Stipendium der JGU über die jüdische Schriftstellerin Ester Rabin an der Universität in Haifa. Später wurde sie Yogalehrerin der Europäischen Yoga-Union (EYU).
Dinges ist Mitglied im VS Rheinland-Pfalz, davon mehrere Jahre im Vorstand. Von 1990 bis 1994 war sie die Vorsitzende des Literaturbüros in Mainz. In Zusammenarbeit mit der Landeszentrale für politische Bildung organisierte und betreute sie Begegnungen mit israelischen und arabischen Schriftstellern.
Literarische Neuheiten in der Lyrik von Astrid Dinges sind bilinguale Gedichte in spanischer und deutscher Sprache.

## Werke

### Als Literaturwissenschaftlerin und Pädagogin

#### Bücher
- Estudio de las fuentes en „Piedra de Sol“ de Octavio Paz. Editorial Quetzalcoatl, Universidad nacional autonoma de Mexico 1976.
- Individuelles Handeln in der Interaktion mit gesellschaftlicher Entwicklung. Eine pädagogische Studie als Beitrag zur Biographieforschung. Verlag Peter Lang, Europäische Hochschulschriften, Reihe XI Pädagogik Bd./Vol. 694, Frankfurt/Main 1996.

#### Aufsätze
- Octavio Paz: „Custodia“ – eine Gedichtinterpretation. In: Ibero-Romania. Zeitschrift für die iberoromanischen Sprachen und Literaturen, In: Europa und Amerika. Nummer 26, Neue Folge, Tübingen 1987. S. 89–111
- Yoga und Christentum. In: Deutsches Yoga-Forum 5/2009. Göttingen. S. 12.
- Stimme und Stimmung auf der Grundlage des Yoga. In: Deutsches Yoga-Forum 4/2002. Göttingen. S. 6–13.
- Energetische Wirkungen im Yoga in Verbindung mit Musik (Teil 1). In: Deutsches Yoga-Forum 3/1999. Göttingen. S. 71–87.
- Energetische Wirkungen im Yoga in Verbindung mit Musik (Teil 2). In: Deutsches Yoga-Forum 4/1999. Göttingen. S. 61–75.
- Energetische Wirkungen im Yoga in Verbindung mit Musik (Teil 3). In: Deutsches Yoga-Forum 5/1999. Göttingen. S. 45–51.

### Als Schriftstellerin

#### Bücher
- Die gefiederte Schlange. Gedichte. Verlag Junge Literatur, Rhodt unter Rietburg 1987, ISBN 978-388717-156-8.
- Im Wasser der Frucht. Verlag Roman Kovar, München 1991, ISBN 3-925845-30-5.
- Der Ruf des roten Jaguars. Mythen, Märchen und Geschichten aus Mexiko. Brandes & Apsel, Frankfurt/Main 2003, ISBN 3-86099-497-2.
- Moosversonnen. Iatros Verlag, Dienheim a. Rh. 2006, ISBN 3-937439-33-1.
- grünhauch. Wolfgang Hager Verlag, Stolzalpe/Österreich 2009, ISBN 978-3-900578-94-7.
- Es öffnet endlos sich die Nacht. Brandes & Apsel, Frankfurt/Main 2013, ISBN 978-3-95558-017-9.

#### Publikationen
- Tagungsgespräche. Gedichte (in Spanisch und Deutsch). In: Khipu 16. Revista bilingue de cultura sobre América Latina. Mexiko, 12/1985, S. 11
- "Dein Schatten", "Du auch", "Dich suche ich nicht". Gedichte von Astrid Dinges, übersetzt von Ruth Almog. In: karmel, Lyrik 6-5, Jerusalem/Israel 2003, S. 47 f.
- Faustinas Geschichte. In: Die Identitäten des März. Heinz G. Hahs (Hg). Edition Schrittmacher Band 8. Rhein-Mosel-Verlag 2006, Alf/Mosel. S. 22. ISBN 978-3-89801-208-9
- "Demolierte" Sprache. In: Inkas Lesetraum(a). Monika Böss (Hg). Edition Schrittmacher Band 30. Rhein-Mosel-Verlag 2011, Zell/Mosel, S. 158–163. ISBN 978-3-89801-230-0
- Wildgang und Feldkraft. Gedichte. In: Federwelt – Zeitschrift für Autorinnen und Autoren, Nr. 89, 2011, S. 53. ISSN 1439-8362.
- Herbst, Wasserspiele. Gedichte. In: Krautgarten Forum für junge Literatur, Nr. 67, 2015, S. 6–7
- Windzeichen, morgens. Gedichte. In: Krautgarten Forum für junge Literatur, Nr. 68, 2016, S. 17
- Zyklus Sommerloch. Gedichte. In: Zeitschrift für Literatur und Kultur der Pfalz, Heft 39, 2017, S. 26–33. ISSN 1436-1442

### Beiträge im Rundfunk
- HR2. Alternative Kultur am Vormittag „Tausch“. Unveröffentlichte Indien-Texte, gelesen von Ursula Illert mit musikalischer Untermalung von John Cage. 9. Mai 1995
- SWR2. „Im Kreis des langen Kieswegs“. Unveröffentlichte Gedichte. 4. Mai 1997
- SWR2. „Es öffnet endlos sich die Nacht“. Leonie Berger: Rezension, Interview und Lesung im Mai 2013 (Journal am Mittag): „... Doch dann gibt es die, denen es gelingt, das eigentlich Unerzählbare so zu erzählen, dass es lesbar ist. Die Mainzer Lyrikerin Astrid Dinges hat so einen Familienroman geschrieben (…) starke Bilder...“

## Auszeichnungen
- 2009: „Kulturpreis“ der Kulturstiftung des Landkreises Mainz-Bingen mit dem Thema: „Sprachinseln“